# Handbalvereniging Arena
Handbalvereniging Arena, afgekort HV Arena is een Belgische handbalclub uit Hechtel-Eksel.

## Geschiedenis
In 1971 werd in Peer door laatstejaarsstudenten van het college een handbalclub opgericht met als stamnummer 152. Die verhuisde in 1972 naar Hechtel om daar verder te spelen onder de naam Peri Hechtel. In 1973 werd in Hechtel een tweede club opgericht, Handbalclub Aristo Hechtel. Deze beide Hechtelse clubs fusioneerden in 1975 tot Handbalvereniging Arena Hechtel.

## Damesteam
Het hoogtepunt voor de eerste damesploeg is dat zij in 1997 de Beker van België hebben gewonnen. 

## Herenteam
Het eerste herenteam wist zich in de Superliga te spelen. Momenteel draait het herenteam mee in de top van de Regionale Limburgse Handbalcompetitie van de Vlaamse Handbalvereniging.

## Beachhandbaltornooi
Het eerste tornooi is eind jaren '90 georganiseerd, in de zandduinen van Hechtel. Natuurverenigingen vonden destijds dat dit een te grote inbreuk was op het leven in het bos. Pas sinds de aanleg van de beachterreinen bij de sporthal in Eksel in 2015 wordt er weer jaarlijks een beachhandbaltornooi georganiseerd. Nieuw is dat er sinds 2017 ook een beachhandbaltornooi voor lagere scholen is.

## Bekende (ex-)spelers
- Gerd Blootacker
- Hubert Blootacker
- Femke Remels
- Marleen Schouterden
- Martin Vlijm